# Mabel Scott
Mabel Bernice Scott est une chanteuse de rhythm and blues et de gospel américaine née le 30 avril 1915 à Richmond (Virginie) et morte le 19 juillet 2000 à Los Angeles.

## Carrière
Née à Richmond le 30 avril 1915, Mabel Scott grandit à New-York et débute en 1932, au Cotton Club, comme chanteuse de l’orchestre de Cab Calloway. À la fin des années 1930, elle se produit en Grande-Bretagne où elle enregistre son premier disque pour Parlophone.
Pendant la guerre, elle s’installe à Los Angeles et enregistre des titres de jump blues sur divers labels. Sortent les titres Elevator Boogie, Boogie Woogie Santa Claus, ou Catch'Em Young, Treat'Em Rough, Tell'Em Nothing.
En 1949, elle épouse le pianiste Charles Brown. Cette union dure jusqu’en 1952. Elle se retire de la scène musicale en 1955 pour se consacrer à l’Église et au gospel.
Mabel Scott meurt le 19 juillet 2000 à Los Angeles et elle est inhumée dans l'Angelus-Rosedale Cemetery de cette ville.

## Discographie

### Singles
- Mr. Fine
- Gee
- Elevator Boogie

### Albums
- The Chronological Mabel Scott 1938-50 (Classics rhythm and blues series)